# Tăișul minții
„Tăișul minții” este un episod din Star Trek: Seria originală care a avut premiera la 3 noiembrie 1966. A fost scris de către Shimon Wincelberg sub pseudonimul "S. Bar-David" și regizat de Vincent McEveety. Titlul este luat din monologul personajului titular al piesei lui Shakespeare, Macbeth.

## Prezentare
În timpul unei misiuni de reaprovizionare a unei colonii de reabilitare a nebunilor criminali, echipajul navei Enterprise descoperă că deținuții au pus stăpânire pe azil și i-au sechestrat pe Kirk și pe însoțitorul său. Acesta este și episodul în care Spock realizează pentru prima dată o fuziune mentală.